# Jardín de Infantes N° 213 (Montevideo)
El Jardín de Infantes Enriqueta Compte y Riqué N°213, es un centro de educación preescolar de Montevideo. Se encuentra ubicado en el barrio Arroyo Seco de la ciudad de Montevideo. Es considerado el primer centro de educación preescolar de Uruguay y de América Latina.  

## Creación

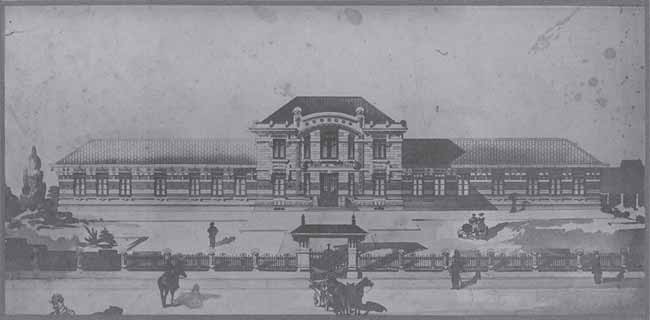
Ilustración de la fachada del jardín de infantes presentada con el proyecto de su construcción

Fue impulsado y fundado por la maestra y pedagoga Enriqueta Compte y Riqué el 10 de marzo de 1892. La creación del Jardín de Infantes se inserta en la Reforma Vareliana, siendo que José Pedro Varela planteaba, en "la Educación del Pueblo", la necesidad de crear instituciones específicas inspiradas en el método fröbeliano que se basa en las actividades lúdicas recreativas en niños de entre tres y seis años. Su puesta en marcha se inspiro en la Escuela Nueva teniendo presente métodos pedagógicos y psicológicos, teniendo en cuenta los intereses, la creatividad,  la individualidad  y la búsqueda por desarrollar las capacidades de los niños al máximo, adaptándose al contexto socio- económico del país.
Compte y Riqué fue una revolucionaria al impulsar el surgimiento de la educación preescolar no solo en Uruguay, sino también en otras partes del mundo. Introdujo también el término de biografías escolares, que ofició de antecedente de las fichas acumulativas, en las que figuran aspectos relacionados con los alumnos de manera detallada: rasgos de su personalidad, datos físicos, capacidad mental con respecto a la inteligencia, así como también el desarrollo del trabajo.
En el año 1913 es inaugurado su edificio, diseñado por la misma Enriqueta, con la ayuda un grupo de arquitectos, entre los que se destaca el nombre de Alfredo Jones Brown.
En el año 2001 fue declarado Monumento Histórico Nacional por la Comisión del Patrimonio Cultural.

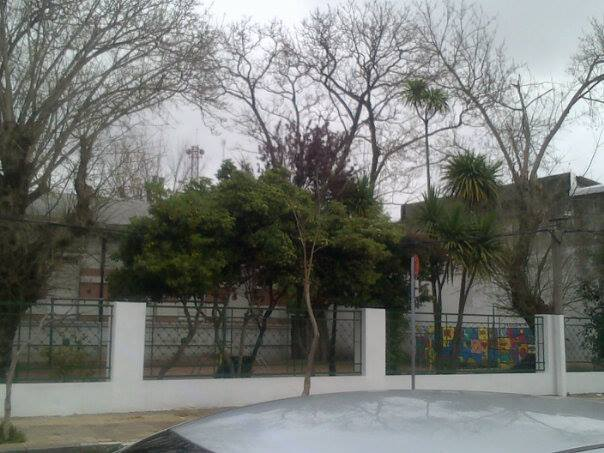
Foto tomada de uno de los laterales del Jardín observándose el Patio

En la actualidad lleva el N° 213 y fue nombrado en honor a su impulsora,  su edificio consta  El edificio consta de catorce salones para clases, salón multiuso, biblioteca infantil y de adultos, sala de música y computación. Concurren  aproximadamente al jardín 376 niños, teniendo 4 aulas de cada nivel (nivel 3, nivel 4 y nivel 5).

## Características
El jardín ha impulsado un proyecto a través de su colectivo docente sobre la creación del Museo Enriqueta Compte y Riqué, fundadora de la Institución, que reunirá todos los materiales: fotos, libros, diarios, trabajos de sus alumnos, listado de los estudiantes, el material didáctico que la educadora utilizaba en sus clases, planos y trabajos manuscritos
Desde su creación, la institución marcó el camino para la habilitación de numerosos jardines de infantes del ámbito público en Uruguay. Es por lo tanto, un modelo y punto de referencia indiscutible para la formación del magisterio y de otras profesiones vinculadas a la educación inicial.

## Himno
Se encuentra presente en dos de sus obras: "Estudio y trabajo" (1933) y "Canciones y juegos de mi escuela" (1948).
La musicalización estuvo a cargo de la maestra María Hasdovaz, quien cuando Enriqueta Compte y Riqué estaba a cargo del Jardín, integraba el cuerpo docente de la institución.
La letra del himno hace referencia al Jardín de Infantes como precursor del juego y el aprendizaje en un entorno de gran valor afectivo para los niños y niñas.
"...Cuando entramos al Jardín, eran nuestros piececitos, delicados, chiquititos;
no podíamos correr.(…)
 Las maestras, cariñosas, en sus brazos nos mecían; si jugar también querían nos cantaban arrorró..."